# نقوش فينيقية في مقبرة كتيون

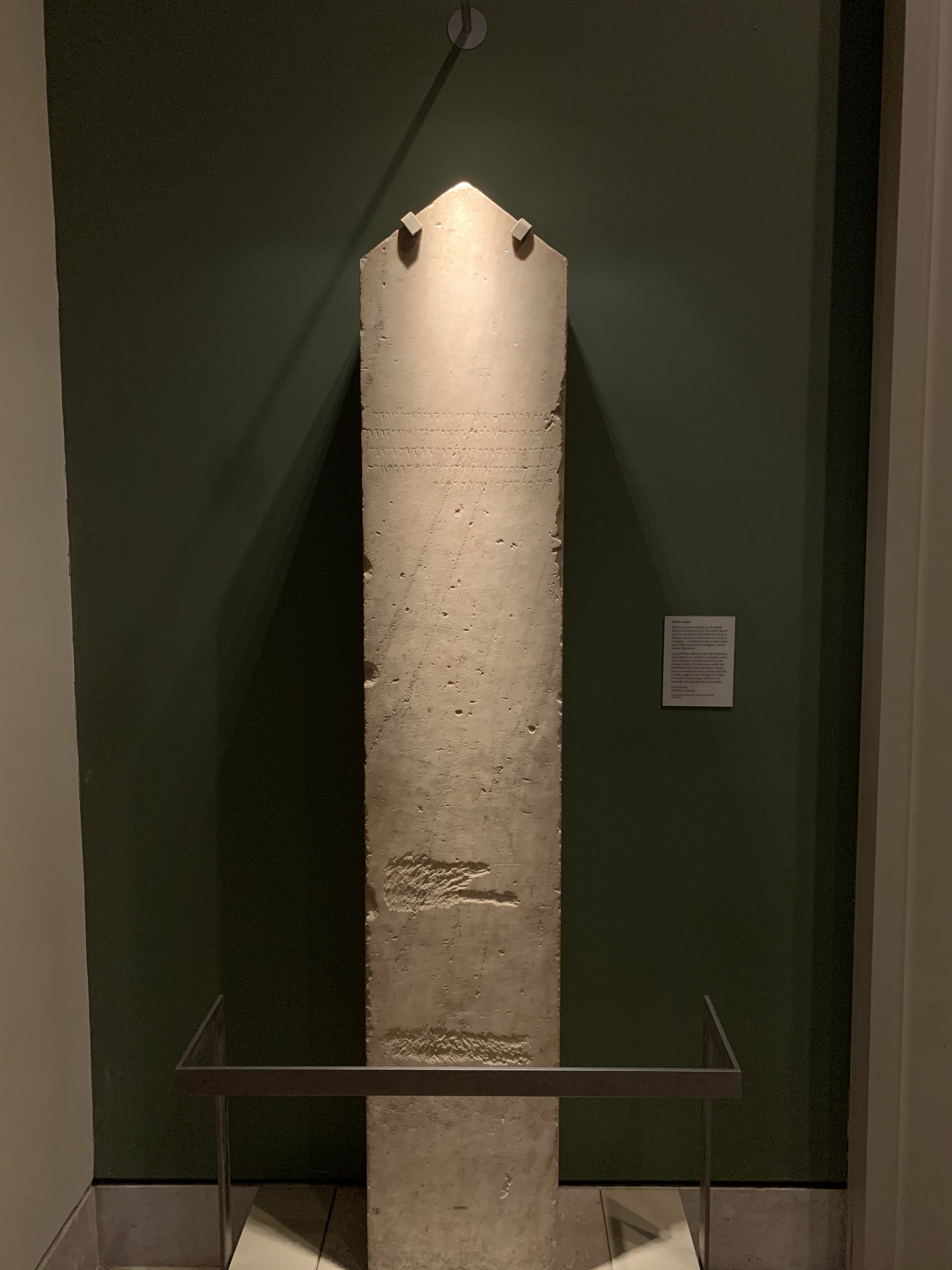
النقش في المتحف البريطاني (KAI 34)

النقوش الفينيقية في مقبرة كتيون هي أربعة نقوش فينيقية (كنعانية وآرامية) [الإنجليزية] اكتشفها عالم الآثار البريطاني جون مايرز في مقبرة تورابي في كتيون في قبرص في عام 1894 بالنيابة عن صندوق استكشاف قبرص.
وهم محفوظون حاليًّا في المتحف البريطاني ومتحف قبرص ومتحف أشموليان.
يعود تاريخ النقوش إلى القرن الرابع قبل الميلاد.
نشر جورج ألبرت كوك [الإنجليزية] النقوش الأربعة لأول مرة في مجلة الأكاديمية [الإنجليزية] ثم نشرها لاحقًا في "الكتاب النصي الشهير للنقوش السامية الشمالية" (NSI) والذي تضمن اثنين من النقوش باسم NSI 21 وNSI 22.

## نقش المتحف البريطاني
النقش الموجود في المتحف البريطاني، والمعروف باسم BM 125082، بالإضافة إلى النقش باسم KAI 34، هما لوحة جنائزية من الرخام الأبيض ذات عمود مستطيل وقمة مثلثة. النقش مكتوب في خمسة أسطر.

## معرض الصور

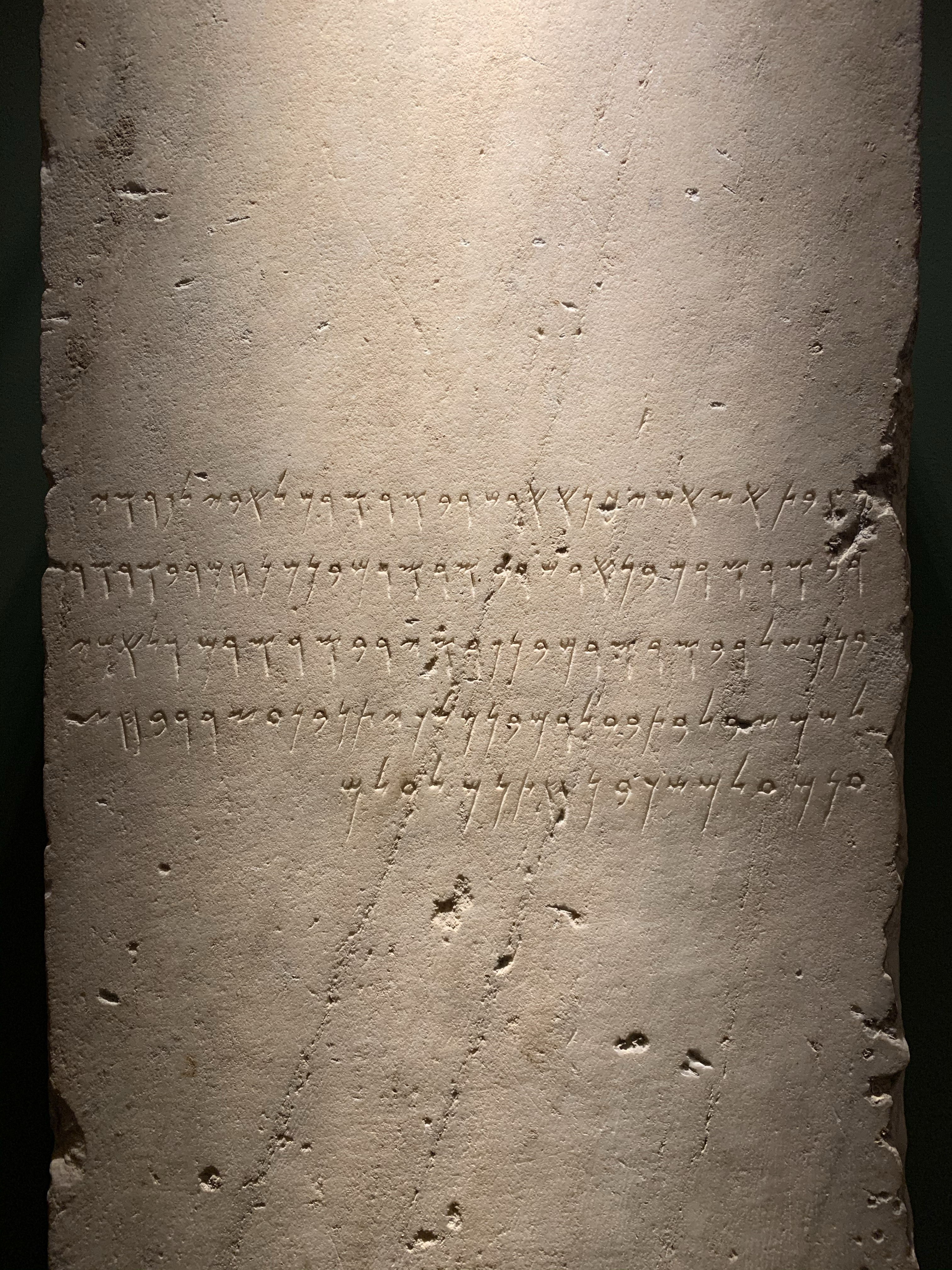
صورة مقربة للنقش الموجود في المتحف البريطاني (KAI 34، NSI 21)
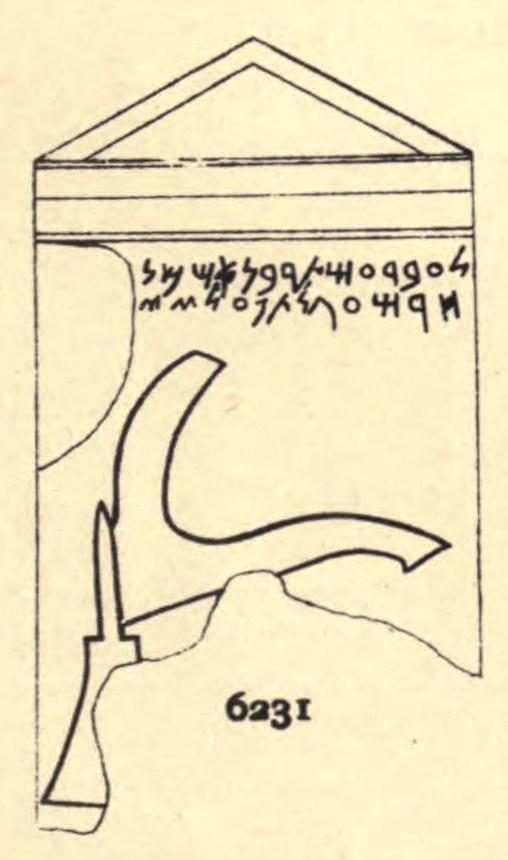
نقش في متحف قبرص (NSI 22, RES 1207)
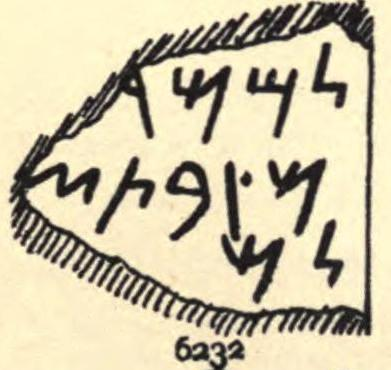
نقش في متحف قبرص (RES 1208)

## روابط خارجية
- كتيون، لارنكا؛ البعثة الأثرية الفرنسية في كيتيون (بإدارة سابين فورييه) ، ألكسندر رابوت، ١ نوفمبر ٢٠٢٠

## طالع أيضًا
- نقوش عربية قبل الإسلام
- قائمة النقوش العربية قبل الإسلام

## ملحوظات
1. ↑  Cooke، George Albert (1896). "Four Phoenician Inscriptions from Cyprus I". The Academy. J. Murray: 59.
2. ↑  Cooke، George Albert (1896). "Four Phoenician Inscriptions from Cyprus II". The Academy. J. Murray: 80.